# Schweden-Rundfahrt 1965
Das Etappenrennen Schweden-Rundfahrt 1965 führte vom 9. bis 14. September über sechs Etappen. Die Rundfahrt lief unter dem Namen „Sexdagarsloppet“. Es war die 28. Austragung der Schweden-Rundfahrt. Gesamtsieger wurde der dänische Nationalfahrer Ole Ritter.

## Teilnehmer
Am Start standen Radrennfahrer aus Belgien, der DDR, Dänemark, Finnland, Irland, den Niederlanden, Norwegen und Schweden.
In jeder Mannschaft starteten vier Fahrer. Für die DDR wurden Eberhard Butzke, Dieter Mickein, Kurt Müller und Lothar Höhne nominiert. Es starteten nur Amateure.

## Rennen
Veranstalter war der schwedische Radsportverband. Die Gesamtdistanz betrug 1.152 Kilometer, wobei es keinen Ruhetag gab. Die Rundfahrt führte von Stockholm über Katrineholm, Karlskrona zurück nach Stockholm. Es gab ein Einzelzeitfahren auf der 5. Etappe. Ole Ritter eroberte auf der 1. Etappe das Führungstrikot und verteidigte es bis zum Ende der Rundfahrt. Ritter hatte mit Gösta Pettersson auf dieser Etappe mehr als sieben Minuten Vorsprung vor dem Hauptfeld.

## Etappen
1. Etappe 210 Kilometer: Sieger Ole Ritter, Dänemark
2. Etappe 185 Kilometer: Sieger Jean Monteyne, Belgien
3. Etappe 193 Kilometer: Sieger Jean Monteyne, Belgien
4. Etappe 210 Kilometer: Sieger Julien Delocht, Belgien
5. Etappe 31 Kilometer: Sieger Ole Ritter, Dänemark
6. Etappe 187 Kilometer: Sieger Jupp Ripfel, Schweden

## Gesamtwertungen

### Einzel (Gelbes Trikot)
| Platz | Name             | Mannschaft  | Zeit       |
| ----- | ---------------- | ----------- | ---------- |
| 1.    | Ole Ritter       | Dänemark    | 28:30:30 h |
| 2.    | Gösta Pettersson | Schweden    | + 0:59 min |
| 3.    | Willy In ’t Ven  | Belgien     | + 5:15 min |
| 4.    | Ole Højlund      | Dänemark    | + 6:23 min |
| 5.    | Leif Mortensen   | Dänemark    | + 6:28 min |
| 6.    | Henny Peters     | Niederlande | + 7:47 min |